# آزات لیلویان
آزات آرتاشسی لیلویان (ارمنی: Ազատ Արտաշեսի Լեյլոյան؛  ۲۰ دسامبر ۱۹۲۶ – ۲۰۱۱) یک نقاش و آموزگار اهل ارمنستان بود. وی بین سال‌های - تا - میلادی فعالیت می‌کرد.

## زندگی‌نامه
وی در ۲۰ دسامبر ۱۹۲۶ در لنیناکان به دنیا آمد و از کالج دولتی هنرهای زیبای پانوس ترلمزیان (۱۹۵۲) و آکادمی هنرهای زیبا و صنایع دستی اشتیگلیتس سن پترزبورگ (۱۹۵۷) فارغ‌التحصیل شد. وی همچنین برندهٔ جوایزی همچون چهره هنری شایسته جمهوری ارمنستان شده است. وی در در ۲۰۱۱ سن ۸۵ سالگی درگذشت.